# Campylaspis thompsoni
Campylaspis thompsoni är en kräftdjursart som beskrevs av Hale 1945. Campylaspis thompsoni ingår i släktet Campylaspis och familjen Nannastacidae. Inga underarter finns listade i Catalogue of Life.